# Destination: Skaro (Children in Need)
Destination: Skaro est un épisode spécial de la série Doctor Who diffusé pour l'évènement caritatif Children in Need. Il met en scène la première apparition à l'écran du Quatorzième Docteur lors de la création des Daleks se déroulant après les événements du comic Liberation of the Daleks, publié dans Doctor Who Magazine et juste avant La Créature Stellaire.
Après sa diffusion sur BBC One, il est accessible en version originale sur la chaîne YouTube officiel de Doctor Who depuis le 17 novembre 2023 dans la plupart des pays.

## Distribution
- David Tennant : Quatorzième Docteur
- Mawaan Rizwan : M. Castavillian
- Julian Bleach : Davros
- Nicholas Briggs : Voix des Daleks

## Accroche
Dans cet épisode spécial de Children in Need, le Docteur se balade à travers l'espace et le temps jusqu'à un point crucial dans l'histoire des Daleks.

## Résumé
Le Docteur se rend en direction de Skaro. Pendant ce temps, Davros et Mr. Castavillian achèvent la création des capsules pour faire évoluer la race des Kaleds, il manque juste le nom de cette nouvelle évolution. Mr. Castavillian propose d'utiliser un anagramme de leur nom d'espèce et après plusieurs essais, aucun ne plaît à Davros qui finit par être appelé pour régler un problème.
Le TARDIS atterrit dans le mur de la pièce et le Docteur en sort laissant Mr. Castavillian dans l'incompréhension. Le Docteur explique qu'il est perdu et qu'il ne fait que passer en rajoutant également qu'il se souvient avoir été une femme brillante il y a 60 minutes et que maintenant il ne comprend pas pourquoi il retrouve ce visage.
Il remarque une sorte de pince qui s'est accroché au TARDIS lors de son atterrissage et se rend compte après qu'il est face à un Dalek, nom qui plaît à Mr. Castavillian, et se trouve chanceux de ne pas avoir été exterminé, terme qui plaît également à Mr. Castavillian, faisant comprendre au Docteur qu'il se trouve à la genèse des Daleks et que ça va briser le canon et les lignes temporelles et qu'il ferait mieux de s'en aller.
Mr. Castavillian l'empêche de partir après avoir cassé la pince multifonction des futurs Daleks, le Docteur décide de lui donner une ventouse en échange et s'en va lui faisant bien comprendre qu'il n'a jamais été là et qu'il doit oublier sa venue. Davros revient, admire son œuvre et remarque la ventouse à la place de la pince multifonction et trouve l'idée super.

## Continuité
- Les événements du minisode font suite au comic Liberation of the Daleks publié chaque mois depuis le 10 novembre 2022 dans le Doctor Who Magazine #584 jusqu'au 9 novembre 2023 dans le Doctor Who Magazine #597 où à la fin, le Docteur a peur de faire un retour involontaire sur Skaro.
- Le Docteur dit avoir été une femme brillante il y a 60 minutes, faisant référence à sa précédente incarnation, le Treizième Docteur, interprété par Jodie Whittaker, qui avait utilisé le terme "brillant" comme premier mot à la fin de Il était deux fois. Le Docteur parle également de son visage qui ressemble à un ancien, celui du Dixième Docteur, interprété également par David Tennant.
- Le Docteur comprend qu'il est à la genèse des Daleks, cela fait évidemment référence à l'épisode de 1975 qui s'appelle La Genèse des Daleks avec le Quatrième Docteur.
- Le personnage de Davros revient à l'écran, ici pour la première fois de la série sous une forme plus humaine et non encore successivement transformé en dictateur mégalomane que sera son corps par les Daleks dont l'événement ici se trouve bien longtemps avant l'expansion de Skaro dans l'univers après sa dernière apparition dans le double épisode Le Magicien et son disciple / La Sorcière et son pantin, en 2015, toujours interpété par Julian Bleach dont sa première apparition remonte dans la deuxième série lors du double épisode La Terre volée / La Fin du voyage en 2008.
- On comprend avec le minisode que c'est le Docteur qui est à l'origine des ventouses qu'arborent les Daleks depuis des années.
- Le terme "Kaled" est utilisé, faisant référence au nom de l'espèce qui a muté et est devenue les Daleks. Davros et Mr. Castavillian portent d'ailleurs tous les deux un costume de scientifique Kaled.
- Le terme "Thals" est également mentionné, faisant cette fois référence à l'espèce contre laquelle les Kaleds / Daleks étaient souvent en guerre.

## Production
Le showrunner de Doctor Who, Russell T Davies a écrit et conçu le minisode qui a été produit par Vicki Delow et Scott Handcock. Chronologiquement, les évènements prennent place après le comic du Quatorzième Docteur Liberation of the Daleks et est une suite indirecte à l'arc de 1975 La Genèse des Daleks. Le minisode établit également le temps d'écart entre Le Pouvoir du Docteur (2022) et La Créature stellaire (2023),. Davros a été écrit comme étant valide, un changement des précédents épisodes dans lesquels le personnage était constamment en chaise roulante avec un physique plein de cicatrices. Russell T Davies a expliqué que dans les prochains épisodes contenant le personnage de Davros, il reviendrait comme il a été présenté dans le minisode parce que lui et l'équipe de production sont en désaccord avec la pensée commune qui associe les personnes « non-valide » en tant qu'antagonistes.
Le minisode explique canoniquement comment les Daleks ce sont retrouvés avec une sorte de ventouse dans leur design,. Jamie Donoughue a réalisé Destination: Skaro qui a été filmé dans les Studios Bad Wolf à Cardiff au Pays de Galles. Le tournage a eu lieu le 18 avril 2023, alors que la Saison 1 était toujours en production. Le Dalek utilisé a été ramené de Glasgow,. David Tennant fait sa deuxième apparition télévisé en tant que Quatorzième Docteur, suivant son bref caméo à la fin du spécial Le Pouvoir du Docteur. David Tennant a fait le tournage du minisode le jour de son anniversaire, qui fut célébré par l'équipe de production. Mawaan Rizwan apparaît dans le minisode en tant que M. Castavillian,. Julian Bleach reprends son rôle de Davros qu'il a déjà interprété en 2008 dans le double épisodes La Terre volée / La Fin du voyage puis en 2015 dans le double épisodes Le Magicien et son disciple / La Sorcière et son pantin. Barnaby Edwards est revenu pour dirigé le Dalek qui a été doublé par Nicholas Briggs.

## Parution

### Diffusion
Destination: Skaro a été diffusé sur BBC One le 17 novembre 2023 dans le cadre du Children in Need. Le minisode fut accompagné d'un épisode de Doctor Who: Unleashed. Le minisode a été vu par 3,77 millions de téléspectateurs. Une novélisation écrit par Steve Cole a été publié le 5 septembre 2024 dans le cadre du The Official Annual 2025 et le 19 septembre 2024 dans Fifteen Doctors 15 Stories dans la partie du Quatorzième Docteur nommé Fleeting Faces,.

### Réponse critique
La review de Bleeding Cool écrit par Adi Tantimedh, a noté le minisode 10/10 et a écrit que ce minisode de 5 minutes contient ce que Doctor Who manquait depuis 5 ans sous la direction du précédent showrunner Chris Chibnall. Il a l'a qualifié de « constamment surprenant et hilarant » et une « master classe en termes d'histoire et de jeu d'acteur ». Jack Trestrail, sur le site Nerdgazm, salue la performance de David Tennant, rajoutant qu'il était « énergétique comme jamais » et expliquant que le minisode était « une vraie bouffée d'air frais après 13 mois de non-contenu ». Jack Trestrail s'est penché sur les différences avec le Dixième Docteur de David Tennant, théorisant que le Quatorzième Docteur faisait « plus humain et moins empli de rage ». Le minisode a reçu quelques controverse des fans pour avoir changé Davros d'une personne invalide à quelqu'un de complétement valide,,,,.